# Patrick Gaumer

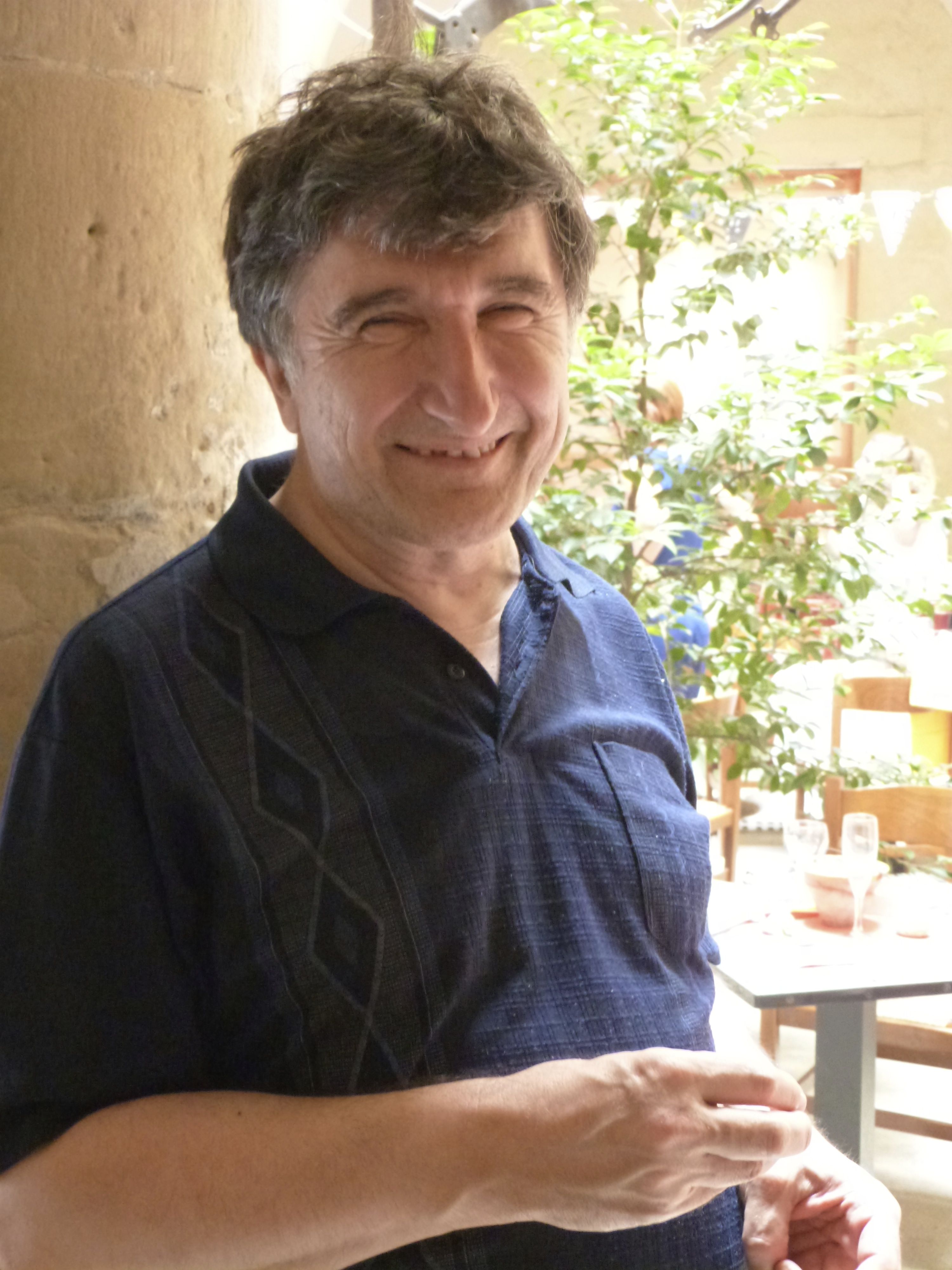
Patrick Gaumer

Patrick Gaumer (* 17. August 1957 in Segré) ist französischer Journalist, spezialisiert auf den Frankobelgischen Comic.

## Leben
Patrick Gaumer war zunächst Buchhändler, ab 1983 war er im Pariser Science-Fiction/Comic-Laden Temps Futurs tätig. Seit dieser Zeit ist er als Comic-Fachautor aktiv. 1993 erschien erstmals sein Comic-Lexikon Dictionnaire mondial de la BD bei Éditions Larousse, welches mehrere Neuauflagen erlebte und mit zuletzt über 1000 Seiten ein Standardwerk in der Comicforschung darstellt.
Zu seinen Arbeiten gehören Monografien zu Comic-Künstlern, Beiträge zu Sammelbänden und das Kuratieren von Ausstellungen, davon häufiger bei der Messe bd Boum in Blois.